# Luxe TV
Luxe TV ist der weltweit erste Fernsehsender, der sich ausschließlich dem Themenbereich Luxus in seiner Vielfalt widmet. Die weltweit produzierten Programme werden von der Sendezentrale in Luxemburg ausgestrahlt. 
Der Sender befindet sich seit dem 15. Oktober 2011 in einem Insolvenzverfahren. Am 12. November 2011 kündigte der Sender an, die Verträge mit Kabelnetzbetreibern nicht mehr zu verlängern und das Satellitensignal zu verschlüsseln.

## Organisation
- Aufsichtsratsvorsitzender: Jean Stock
- General Manager: Jean-Baptiste Stock
- Programmdirektor: Jean-Philippe Art

## Programmgestaltung
Die Programme setzen sich zusammen aus Berichterstattungen, Magazinsendungen und Reportagen über die Neuheiten des Themenbereiches Luxus. Das redaktionelle Konzept ist auf die Entdeckung der vielfältigen Welt des Luxus ausgerichtet. Die Beiträge drehen sich vor allem um die Themenkreise Schönheit & Mode, Schmuck & Uhren, Dekoration & Inneneinrichtungen, Sport & Technologie, Hotels & Gastronomie, Autos sowie Flugzeuge & Yachten.
Luxe TV produziert mit spezialisierten Produktionsgesellschaften seine Programme weltweit im hoch auflösenden HDTV.
Täglich wird eine Stunde neues Programm erstellt, welches dann über einen Zeitraum von 24 Stunden wiederholt wird. Über das Wochenende werden ausgewählte Beiträge dann in einer Art Best of ausgestrahlt.

## Weltweite Verbreitung
Die vollständig in hochauflösender Qualität produzierten Programme werden im digitalen Standardformat SDTV sowie im hochauflösenden HDTV ausgestrahlt, augenblicklich in sechs Sprachenversionen auf Deutsch, Englisch, Französisch, Italienisch, Russisch und Spanisch.
Luxe TV ist weltweit über Satellit verschlüsselt empfangbar, in Europa über die Satelliten Astra 1G und Hot Bird 7A sowie über Eurobird 1 und Eurobird 9, im Nahen Osten über BADR-4, in Asien über AsiaSat 3S und in Russland über den Satelliten ABS 1.